# Willie Mack
Willie McClinton Jr. (ur. 5 stycznia 1987 w Saint Louis) – amerykański wrestler lepiej znany pod pseudonimem ringowym Willie Mack.

## Kariera wrestlerska
Jego debiut w roli wrestlera miał miejsce 14 maja 2006 roku. Występował w organizacjach niezależnych oraz WWE, NWA, PWG i Impact Wrestling.
Z czasem wyrobił swój unikatowy styl wrestlerski. Pomimo swojej masywnej postury, Willie Mach zdecydował się oprzeć swój styl na lucha libre. W ringu wykorzystuje także doświadczenie nabyte w czasach, gdy grał w futbol amerykański.

## Mistrzostwa i osiągnięcia
- Alternative Wrestling Show
  - AWS Heavyweight Championship (1 raz)
- Championship Wrestling from Hollywood
  - CWFH International Television Championship (1 raz)[2]
- Impact Wrestling
  - Impact X Division Championship (1 raz)[2]
- Lucha Underground
  - Lucha Underground Trios Championship (1 raz)[2]
- Mach One Pro Wrestling
  - M1W Heavyweight Championship (1 raz)[2]
- Wisconsin Professional Wrestling
  - WPW Heavyweight Championship (1 raz)[2]